# المدرسة التطبيقية للدراسات العليا (باريس)
المدرسة التطبيقية للدراسات العليا (بالفرنسية: École pratique des hautes études)أو (EPHE) هي مؤسسة باريسية للتعليم العالي متخصصة في علوم الحياة والأرض، والعلوم التاريخية، والفلسفة والدراسات الدينية. يسمح وضعها كمؤسسة كبيرة (مثل جامعة دوفين، وجامعة بو العلوم، ومدرسة الدراسات العليا في العلوم الاجتماعية التي تُسمَّى EHESS ، وما إلى ذلك) بإجراء اختيار انتقائي لطلابها. المهمة القانونية في هذه المدرسة هي في المجالات العلمية التي تغطيها مثل تطوير البحث والتدريب من خلال ممارسة البحث.

## جامعات شريكة
تحتفظ المدرسة التطبيقية للدراسات العليا بشراكات لطلابها مع المؤسسات الكبيرة (84 في المجموع) مثل جامعة برينستون، جامعة كامبريدج، الأزهر أو جامعة بكين.

## التأسيس
تأسست في عام 1868، والآن تتكون هذه المدرسة من ثلاثة أقسام هي (علوم الحياة والأرض، التاريخية والعلوم غوي، الدراسات الدينية) وثلاثة معاهد وطنية (المعهد الأوروبي للعلوم الدينية () معهد يعاصر شعاب المحيط الهادئ المرجانية، معهد متعدد التخصصات لدراسة الشيخوخة).
أصبح القسم السادس السابق (العلوم الاقتصادية والاجتماعية)، برئاسة فيرناند بروديل، في عام 1975 مؤسسة مستقلة، كلية الدراسات العليا في العلوم الاجتماعية (EHESS).
تقع المدرسة التطبيقية للدراسات العليا تحت إشراف وزارة التربية والتعليم العالي، مؤسسة «خارج الجدران»، التي يتم استضافتها في مختلف الجامعات والمعاهد ومراكز البحوث، وذلك أساسا في باريس الأنشطة، ولكن أيضا في مُدن أخرى (مونبيلييه، بوردو، مرسيليا، ليون، غرونوبل، ديجون، دينار وموريّا).

## سبب التأسيس
في عام 1864، نشر إرنست رينان مقالًا في مجلة «العالمَين» قارن فيه الجامعات الألمانية التي أدت إلى «حركة فكرية أغنى وأكثر مرونة وأكثر تنوعًا» إلى التعليم العالي الفرنسي، والتي تظهر في الصورة. من تعليم الفيلسوف فيكتور كوزان، «هو أقل من العلم الحديث من الخطابات من القرن الرابع أو الخامس»: يعرب رينان عن استيائه من حقيقة أن مستوى التعليم الفلسفي والعلمي الفرنسي أصبح متواضعًا من اللهجة تركز على البلاغة على حساب البحوث العلمية والمنح الدراسية 4.
فيكتور Duruy (1811-1894)، وزير التعليم العام في نابليون الثالث منذ يونيو 18634، حساس لحجج رينان وكذلك للأفكار التربوية من Hippolyte Taine5. كما أعرب عن قلقه أيضا إزاء موقف الجامعات الفرنسية فيما يتعلق بنظرائهم الألمان 5، كلف إدارته بإجراء مسح مقارن لمؤسسات التعليم العالي في فرنسا وإنجلترا وبلجيكا وهولندا وبالطبع ألمانيا. تدرج إحصاءات التعليم العالي هذه، المنشورة عام 1868، سلسلة هامة من أوجه القصور والاختلالات المختلفة، من بينها عدم كفاية جميع وسائل العمل، وعدد المقاعد الصغيرة جداً، وتداعي المباني، والعزلة. من أعضاء هيئة التدريس، وإمكانية المكتبات. بالإضافة إلى ذلك، فإن معظم الأساتذة المشهورين في جامعة السوربون أو مدرسة نورمال أو كوليج دو فرانس يكتفون بإلقاء محاضرة تجمع المعرفة المكتسبة حول موضوع الكرسي الذي يشغله.
إن إنشاء المدرسة التطبيقية للدراسات العليا يدين بالكثير للباحثين أمثال Renan و Boutmy و Lavisse و Berthelot و Pasteur الذين كانوا يناضلون من أجل إصلاح التعليم العالي 6.